# Caminhos de Ferro de Angola

Streckennetz der Caminhos de Ferro de Angola

Caminhos de Ferro de Angola (deutsch: Eisenbahnen von Angola) ist die nationale Eisenbahngesellschaft von Angola. Sie besitzt zurzeit ein nur teilweise aktives Streckennetz und besteht aus drei Systemen.

## Namibebahn
Die Namibebahn (portugiesisch: Caminho de Ferro do Namibe, früher Mossamedes-Bahn oder Linha de Moçâmedes) führt von Moçâmedes nach Matala (425 km, 7 Diesellokomotiven). Die Spurweite ist 1067 mm, über 80 % des Netzes wurden renoviert, das sind Namibe–Matala–Menongue und Dondo–Cassinga, zusammen 831 km; aus Indien wurden neue Diesellokomotiven und Personenwagen geliefert. Die Zweigstrecke Lubango–Chibia hatte die Spurweite 600 mm, war 125 km lang und ist stillgelegt.

## Benguelabahn (CFB)
Die Benguelabahn (Caminho de Ferro de Benguela) verläuft von Lobito nach Dilolo (1350 km); Dilolo liegt an der Grenze in der Demokratischen Republik Kongo mit Anschluss an die Société Nationale des Chemins de fer du Congo. Auf dem Abschnitt Lobito–Benguela wird Nahverkehr betrieben; seit 2005 gibt es Personenverkehr auf dem Abschnitt Lobito–Cubal und Güterverkehr auf dem Abschnitt Lobito–Huambo. Seit 2007 findet Nahverkehr um Huambo statt. Seit 2009 ist die ganze Strecke bis Dilolo entmint; seit Anfang 2015 ist die ganze Strecke wieder befahrbar.

## Luandabahn (CFL)
Die Luandabahn (Caminho de Ferro de Luanda) führt von Luanda-Bungo nach Malanje (402 km) mit Spurweite 1067 mm. Züge verkehren von Luanda nach Malanje und nach Viana (täglich 20 Verbindungen seit Oktober 2010). Die Zweigstrecke Zenza do Itombe-Dondo ist zurzeit stillgelegt, ebenso die Zweigstrecken Canhoca–Golungo Alto (31 km) und Porto Amboim–Gabela (123 km), beide mit Spurweite 600 mm.
Für die Strecke Luanda–Malanje wurden 2008 neue Diesellokomotiven und Personenwagen aus Indien geliefert. Im Juni und Juli 2010 wurden mit den neuen Fahrzeugen Instruktions- und Testfahrten erfolgreich zwischen Luanda und Malanje durchgeführt. Die Durchschnittsgeschwindigkeit beträgt 50 bis 60 km/h. Die Sanierung der Zweigstrecke Zenza do Itombe–Dondo wurden ebenfalls abgeschlossen. Alle größeren Orte haben neue Empfangsgebäude bekommen, alle mit zwei Stockwerken, mit Fahrdiensträumen, Fahrkartenschaltern, Wartesaal, Restaurant, Ladenlokal und Dienstwohnung, einige haben auch Sanitätsposten erhalten. Der fahrplanmäßige Verkehr Luanda–Malanje wurde am 13. Januar 2011 aufgenommen.